# Pont de la Musique-Armando Trovajoli
Le pont de la Musique - Armando Trovajoli est un pont de Rome sur le Tibre situé entre les districts De Vittoria et de Flaminio. Suspendu entre le quai Flaminio et celui de Cadorna, le pont relie l'auditorium Parco della Musica, le parc de la villa Glori, le musée MAXXI et le teatro Olimpico avec le complexe sportif du Foro Italico, les espaces verts du Monte Mario, le musée du Génie et l'auditorium de la Rai.
Fait d'acier et de béton armé, il est réservé à l'usage des vélos et des piétons, ainsi qu'aux transports publics; Il a ouvert en mai 2011 sous le nom de pont de la Musique, puis deux ans plus tard a été dédié à la mémoire du compositeur Armando Trovajoli, prenant son nom actuel.